# Darius Regelskis
Darius Regelskis est un footballeur international lituanien né le 15 avril 1976 à Kaunas en Lituanie. Il évolue au poste de défenseur du milieu des années 1990 au début des années 2010.
Formé au FBK Kaunas, il remporte avec ce club cinq championnats de Lituanie et une Coupe de Lituanie. Il évolue ensuite notamment au FC Levadia Tallinn et au FK Tauras Tauragė.
Il compte neuf sélections en équipe de Lituanie.

## Palmarès
- Vainqueur de la Coupe de la Baltique en 2005 avec la Lituanie
- Champion de Lituanie en 2000, 2001, 2002, 2003 et 2004 avec le FBK Kaunas.
- Vainqueur de la Coupe de Lituanie en 2004[1] avec le FBK Kaunas.
- Finaliste de la Coupe de Lituanie en 1998[2] avec le FBK Kaunas.